# Ivan Karazelidi
Ivan Karazelidi es un deportista kazajo que compitió en judo. Ganó una medalla de plata en los Juegos Asiáticos de 1994 y una medalla de oro en el Campeonato Asiático de Judo de 1993.

## Palmarés internacional
| Juegos Asiáticos    | Juegos Asiáticos  | Juegos Asiáticos | Juegos Asiáticos |
| Año                 | Lugar             | Medalla          | Categoría        |
| ------------------- | ----------------- | ---------------- | ---------------- |
| 1994                | Hiroshima (Japón) | Medalla de plata | –65 kg           |
| Campeonato Asiático |                   |                  |                  |
| Año                 | Lugar             | Medalla          | Categoría        |
| 1993                | Macao (Portugal)  | Medalla de oro   | –65 kg           |